# Roy Eldridge and His Little Jazz Vol. 1
Roy Eldridge and His Little Jazz Vol. 1 ist ein Jazz-Album von Roy Eldridge. Es wurde in zwei Sessions in unterschiedlicher Besetzung am 9. und 14. Juni 1950 in Paris aufgenommen.

## Das Album
Nach einer Tournee mit dem Benny-Goodman-Sextett durch Europa blieb der Trompeter Roy Eldridge im Frühjahr 1950 in Paris, wo er im Juni zwei Sessions für das Label Vogue einspielte, eine in Quintettbesetzung mit Musikern aus dem Goodman-Sextett, dem Saxophonisten Zoot Sims, dem Pianisten Dick Hyman und dem Schlagzeuger Ed Shaughnessy. Hinzu kamen der Bassist Pierre Michelot und bei einigen Titeln die Sängerin Anita Love, mit der er im Duett sich als „versierter Scat-Sänger“ zeigte, „der den Stil seines einstigen Vorbildes Louis Armstrong im Geiste Slim Gaillards humorvoll weiterführte“, so Ralf Dombrowski. Fünf Tage später folgte in Quartettbesetzung mit Gerald Wiggins, Pierre Michelot und dem Schlagzeuger Kenny Clarke eine weitere Studiositzung.
Obwohl das ursprüngliche Plattencover die Musik des Trompeters zum „jouer pour la danse“ ankündigte, waren dies hier „im Gegenteil souverän swingende, stellenweise soulboppig groovende oder bluesige Songs, die ebenso unterhaltsam wie interpretatorisch anspruchsvoll waren.“ Eldridge spielte ein Repertoire aus Eigenkompositionen und Jazzstandards der Swingära wie Charlie Shavers’ Undecided, die Harry-Barris/Ted-Koehler-Nummer Wrap Your Troubles in Dreams (And Dream Your Troubles Away), Duke Ellingtons It Don’t Mean a Thing (If It Ain’t Got That Swing) sowie die George-Gershwin-Titel The Man I Love und Someone to Watch over Me.
Don Waterhouse geht im Klappentext der Neuerscheinung der Aufnahmen (1993) auf Eldridges Zerrissenheit zwischen Tradition und Bebop-Moderne in dieser Phase seines Schaffens ein; doch in Paris spielte der Disput zwischen Altem und Neuem keine Rolle, denn „das Publikum zog nicht nur vor, dass Roy er selbst sein solle, sie erwartete es auch.“ In der Folge, so Charles Delaunay, „entdeckt er seine eigene Persönlichkeit wieder und startete eine neue Karriere“.

## Bewertung des Albums
Ralf Dombrowski nahm das Album in seine Basis-Diskothek Jazz auf und hob Eldridges „immens druckvollen und selbst bis zum hohen Es vollkommen klaren Ton“ hervor, der „mit einer schier unerschöpflichen melodischen Gestaltungskompetenz“ ausgezeichnet sei. Dombrowski hebt insbesondere den „kräftigen, extrovertierten Swing“ in Gershwins The Man I Love, die „Satchmo-getönte Power-Ballade“ Wrap Your Troubles in Dreams hervor; hingegen tauge Ain’t No Flies on Me mit seinen Gesangseinlagen „zum Partykracher.“ Die anschließenden Quartettaufnahmen mit Kenny Clarke zeigten seiner ansicht nach Eldridges Kompetenz als Bindeglied zwischen den Stilen, „indem er High-Note-Blows und eilige Melodieläufe der Bebop-Schule mit dem Ton der New-Orleans-Tradition zu verbinden wusste.“
In ihrer Besprechung des Albums Nuts loben Richard Cook und Brian Morton (1993) die Qualität der beiden Juni-Sessions Eldridges in Paris; Höhepunkte die Titel seien Wrap Your Trouble in Dreams und Undecided.
Cook/Morton (2006) heben bei der Zoot Sims-Session besonders die Interpretation des Titels The Man I Love hervor. Hingegen sei Anita Loves Gesang zwar nicht als epochal zu bezeichnen; sie böte aber einen angenehmen Kontrast zu Eldridges eher lasziven Gesangsbeiträgen.

## Die Titel
- 1. It Don’t Mean a Thing (If It Ain’t Got That Swing) (Ellington, Mills) 3:03
  2. The Man I Love (Gershwin, Gershwin) 3:34
  3. The Man I Love (Gershwin, Gershwin) 3:21 (Alternate Take)
  4. Wrap Your Troubles in Dreams (And Dream Your Troubles Away) (Barris, Koeler, Moll) 3:11
  5. Wrap Your Troubles in Dreams (And Dream Your Troubles Away) (Barris, Koehler, Moll) 3:15
  6. Ain’t No Flies on Me (Eldridge) 3:21
  7. Undecided (Robin, Shavers) 4:54
  8. Undecided (Robin, Shavers) 3:27 [Alternate Take 2]
  9. Undecided (Robin, Shavers) 0:21 [Alternate Take 3 - False Start]
  10. Undecided (Robin, Shavers) 3:27 [Alternate Take 4]
  11. King David (Eldridge) 3:02
  12. Wild Driver (Eldridge) 3:11
  13. Wild Driver (Eldridge) 3:08 [Alternate Take 2]
  14. If I Had You (Campbell, Connelly, Shapiro) 3:35
  15. Nuts (Eldridge) 3:17
  16. Easter Parade (Irving Berlin) 2:57
  17. Easter Parade (Berlin) 2:57 [Alternate Take]
  18. Goliath Bounce (Eldridge) 3:38
  19. Someone to Watch Over Me (Gershwin, Gershwin) 3:09

## Editionsgeschichte
Teile der Juni-Session erschienen (gekoppelt mit Aufnahmen Eldridges vom Oktober 1950, u. a. mit Don Byas) zuerst auf der 10-inch-LP Jouer pour la danse (LD 039) auf dem französischen Vogue-Label; in den Vereinigten Staaten bei Dial und Discovery Records.
Die Aufnahmen erschienen auch als Compact-Disk unter dem Titel Nuts (The Complete Vogue Recordings Vol. 1) (Vogue 115468) sowie unter Wild River (Ocium) und in der Classics-Reihe als Roy Eldridge 1950-1951.